# Escritura creativa
La escritura creativa es aquella, de ficción o no, que desborda los límites de la escritura profesional, periodística, académica y técnica. Esta categoría de escritura incluye la literatura y sus géneros y subgéneros, en especial, la novela, el cuento y la poesía, así como la escritura dramática para el teatro, el cine o la televisión. De tal manera en este modo de escritura prima la creatividad sobre el propósito informativo propio de la escritura no literaria. 
En el ámbito educativo la escritura creativa se ha desarrollado especialmente como forma de potenciar la competencia literaria de los estudiantes. Leer un texto pensando en tomarlo como modelo literario nos convierte en cómplices con el escritor y nos lleva a observar con más detalle las peculiaridades estilísticas de la obra y a interiorizar la técnica de sus recursos  Carcedo, Pilar : Educación literaria y escritura creativa, Granada, GEU)

## Orígenes del concepto
El concepto de “escritura creativa”, se consolidó en el siglo XX dentro del ámbito académico, particularmente en los Estados Unidos,en instituciones que comenzaron a formalizar la enseñanza de la creación literaria.  Un hito en este proceso fue la fundación del “Iowa Writers’ Workshop” en 1936, considerado uno de los primeros programas universitarios dedicados exclusivamente a la formación de escritores. Sin embargo, el concepto de escritura creativa como una forma de expresión personal y original tiene antecedentes anteriores. Una de las menciones más tempranas del término aparece en el discurso "The American Scholar", pronunciado por Ralph Waldo Emerson en 1837 ante la Sociedad Phi Beta Kappa en Cambridge, Massachusetts. En este discurso, Emerson afirmó: “There is then creative reading as well as creative writing” (“Hay entonces una lectura creativa así como una escritura creativa”), destacando el valor de la originalidad tanto en la recepción como en la producción del texto. Esta referencia sugiere que ya en el siglo XIX existía una noción incipiente de la escritura creativa vinculada a la expresión individual y la innovación estilística, aunque sin la institucionalización académica que adquirió más tarde.
La escritura creativa ha existido desde que el ser humano comenzó a escribir, desarrollando formas diversas para expresar sus sentimientos y pensamientos. Suele asociarse el concepto a una definición del escritor Jorge Luis Borges respecto al "oficio de escribir":

“Escribir es un modo de soñar, y uno tiene que tratar de soñar sinceramente. Uno sabe que todo es falso, pero es cierto para uno. Es decir, cuando yo escribo estoy soñando, sé que estoy soñando, pero trato de soñar sinceramente”.

La consolidación del término y el desarrollo de programas educativos específicos para enseñar “escritura creativa” son fenómenos relativamente recientes.

## Algunas de sus formas
- Poesía: Por tradición se refiere a la pasión amorosa, la lírica en general, y especialmente la contemporánea; ha abordado tanto cuestiones sentimentales como filosóficas, metafísicas y sociales.

- Narrativa: Si bien bajo la perspectiva semiológica, la narración se puede realizar con cualquier clase de signos, la lingüística considera que un "texto narrativo" responde a una clasificación basada en la estructura interna donde predominan secuencias narrativas. Estas secuencias se construyen mediante el signo lingüístico (lo que deja fuera el carácter narrativo de una pintura, una pieza musical o una escultura).

- Cuento: Si bien siempre se ha usado este término para los cuentos infantiles, la realidad demuestra que en su mayoría es un género de adultos. Aunque en muchos puntos se asemeja a la narrativa, en el cuento pueden darse licencias que nunca ocurrirían en narrativa. Por ejemplo, muchos cuentos de Charles Bukowski omiten el tradicional Inicio, Nudo, y Desenlace.

- Teatro

- Novela

- Ensayo: Se trata de un estilo en prosa de extensión variable, en donde el/la autor/a hace interpretación de un tema específico, de manera libre, a modo de reflexión. De similar construcción al ensayo son la epístola y la miscelánea.

- Guion

- Autobiografía / Memorias

- Cine

## Uso del término
El término "escritura creativa" se encuentra asociado muy frecuentemente con la enseñanza de la práctica artística o literaria de la escritura, siendo una traducción del concepto inglés de nombre idéntico: "creative writing".
La escritura creativa es enseñada habitualmente en talleres, con preferencia sobre los seminarios. En los talleres los estudiantes someten su trabajo original a la crítica. Los posibles programas pueden ser bastante variados, comprendiendo aspectos editoriales, de técnicas literarias, sobre géneros, sobre recursos para la inspiración o contra el bloqueo, etcétera.
Este tipo de enseñanzas ha sido poco frecuentada en los países de habla hispana, si bien en los últimos 10 años algunas ciudades como Madrid, Sevilla o Buenos Aires cuentan con cierto número de talleres y centros de enseñanza de escritura creativa con distintos perfiles y objetivos.
En los países anglosajones, donde hay más tradición en la asistencia a este tipo de clases, es frecuente encontrar escritores reputados que han pasado por estos procesos formativos, entre otros: Kazuo Ishiguro e Ian McEwan.

## Escritura creativa como metodología de investigación
En el ámbito académico contemporáneo, particularmente en las artes y humanidades, la escritura creativa ha sido reconocida como una modalidad válida de investigación. Este enfoque, comúnmente referido como investigación basada en la práctica (practice-led research), considera que el acto creativo de escribir puede generar conocimiento original al articularse con marcos teóricos y análisis crítico.
Esta metodología se basa en la producción de obras narrativas —ficción, guion, ensayo literario o autobiografía— acompañadas de una reflexión exegética que contextualiza, analiza e interpreta el proceso creativo. El resultado es un diálogo entre la práctica artística y la teoría, donde el texto no solo funciona como artefacto literario, sino también como medio para explorar fenómenos sociales, culturales, psicológicos o políticos.
Investigadores como Jonathon Crewe han destacado que la escritura creativa permite representar experiencias individuales desde el interior de grupos sociales específicos, lo que facilita el acceso a formas complejas de subjetividad y contribuye a desafiar estereotipos mediante la individuación de los personajes. Esta representación literaria puede generar un impacto más allá del ámbito académico, fomentando la empatía, la reflexión crítica y el cambio de actitudes en los lectores.
Teóricos como Patricia Leavy, Frederic Jameson y Graeme Sullivan han subrayado que el texto creativo no debe verse como un producto aislado, sino como parte de un sistema de significados que refleja estructuras ideológicas y culturales. A través de procesos de decontextualización y recontextualización, la escritura creativa puede revelar las tensiones entre lo personal y lo colectivo, lo ficticio y lo real, proponiendo nuevas formas de comprender la experiencia humana.
Este tipo de investigación ha sido institucionalmente reconocida en países como el Reino Unido y Australia, donde el Research Excellence Framework (REF) considera su capacidad para generar impacto social como un criterio de evaluación. Programas universitarios en escritura creativa integran cada vez más esta metodología, promoviendo la formación de escritores-investigadores que combinan el arte narrativo con la indagación académica.

## Escritura creativa en contextos terapéuticos y de desarrollo personal
La escritura creativa ha sido reconocida como una herramienta eficaz en ámbitos terapéuticos, educativos y de crecimiento personal. Diversos estudios en el campo de las terapias expresivas, en particular la poesía terapéutica, han explorado su potencial para promover el bienestar emocional, la reflexión personal y la elaboración simbólica de experiencias vitales significativas. Esta modalidad de escritura se caracteriza por el uso de la narrativa, la metáfora, el ritmo y otros recursos literarios como medios para acceder a aspectos profundos de la experiencia humana.
Una de las investigadoras más destacadas en este campo es Gillie Bolton, quien ha desarrollado durante más de dos décadas un enfoque centrado en la escritura exploratoria y expresiva como herramienta para el autoconocimiento y la sanación. En sus obras, como Write Yourself y The Therapeutic Potential of Creative Writing, Bolton propone prácticas que pueden aplicarse en contextos clínicos, educativos o comunitarios, incluyendo grupos de pacientes con enfermedades graves, personas con problemas de salud mental, víctimas de violencia, refugiados, profesionales en procesos de duelo, entre otros.
Bolton sostiene que el acto de escribir permite un tipo de “escucha profunda” hacia uno mismo, en la que el papel actúa como primer interlocutor. La escritura puede ayudar a procesar el dolor, ordenar emociones intensas y dar sentido a transiciones vitales. Asimismo, contribuye a desarrollar habilidades de autorreflexión y a establecer conexiones entre individuos en contextos colectivos, como talleres o terapias grupales.
Este tipo de escritura, distinta de la orientada a la publicación literaria, ha sido objeto de estudios clínicos y se ha integrado en programas de salud pública y cuidados paliativos en países como el Reino Unido. Instituciones como el NHS y organizaciones como Help the Hospices han documentado sus beneficios potenciales, incluyendo la reducción del estrés y la ansiedad, la mejora de la autoestima y la facilitación del duelo.

Además de su dimensión práctica, la escritura terapéutica ha sido valorada por su capacidad para inducir procesos de “extrañamiento” o defamiliarización, lo que permite a las personas ver sus propias experiencias desde nuevas perspectivas y reconsiderar creencias previas, como también han señalado otros investigadores en el campo.
- Datos: Q586060
- Multimedia: Creative writing / Q586060